# Aeroportul Fuyuan Dongji
Aeroportul Fuyuan Dongji (IATA: FYJ, ICAO: ZYFY) este un aeroport din Heilongjiang, Republica Populară Chineză ce deservește zona Fuyuan⁠(d). Aeroportul a fost tranzitat în 2022 de 19.038 de pasageri. A fost deschis în 26 mai 2014.
aeroportul dispune de o singură pistă.